# Maïa Koulieva
Maïa Koulieva (russe : Мая Кулиева ; turkmène : Maýa Kulyýewa), née Mamadjan Koulieva (russe : Мамаджан Кулиева ; turkmène : Mamajan Kulyýewa) le 1er mai 1920 à Abadan et morte le 27 avril 2018 à Achgabat, est une artiste lyrique et actrice soviétique puis turkmène. Son nom de famille est parfois retranscrit Goulieva.
Entre 1938 et 1941, elle étudie l'opéra au sein du département turkmène du conservatoire de Moscou puis mène ensuite une carrière d'artiste lyrique.
En 1955, elle reçoit le titre d'Artiste du peuple de l'URSS.
En 2019, le conservatoire national turkmène (en) est rebaptisé en son honneur Maýa Kulyýewa adyndaky Türkmen milli konserwatoriýasy.